# Rage 2
Rage 2 je střílečka z pohledu první osoby z roku 2019, kterou vyvinulo Avalanche Studios ve spolupráci s id Software a vydala společnost Bethesda Softworks. Hra byla vydána 14. května 2019 pro PlayStation 4, Windows a Xbox One. 

## Hratelnost
Jedná se o střílečku z pohledu první osoby. Hlavní postavou je ranger Walker, který prozkoumává apokalyptický svět hry. Hráči mají možnost změnit některé jeho atributy, například jeho pohlaví, schopnosti nebo oblečení.
Walker je schopen ovládat různé střelné a ruční zbraně. Jeho schopnosti se časem mohou rozvíjet. Hra obsahuje boj s vozidly, včetně náklaďáků, bugin a gyrokoptér.

## Vývoj, vydání a ohlasy
Hru vyvinulo Avalanche Studios ve spolupráci s id Software. Vývoj byl veden několik let. Videohra byla oznámena v květnu roku 2018. Byla vydána 14. května 2019 pro PlayStation 4, Windows a Xbox One. V září téhož roku vyšlo DLC Rise of the Ghosts. V listopadu pak byla hra dostupná pro Stadii.
Od kritiků získala smíšené hodnocení, chválili ji za boj, ale kritizovali za příběh, postavy a otevřený herní svět.